# Frank Lovece
Compléments
site officiel : http://FrankLovece.com
Frank Lovece (/lɑːˈvɛ.ɔɪɑː/) est un journaliste, un écrivain et un scénariste de comics. Pour Marvel Comics il a créé avec le dessinateur Mike Okamoto la miniserie Atomic Age. Il a ensuite été l'un des premiers journalistes professionnels à travailler sur internet en tant que responsable éditorial en 1996 dans une start-up de la Silicon Alley. Il a longtemps travaillé avec le journal newyorkais Newsday.

## Biographie
Frank Lovece naît à Buenos Aires en Argentine. Ses parents déménagent à Keyser puis Morgantown en Virginie-Occidentale. Il reçoit un diplôme en communication à l'université de Virginie-Occidentale à Morgantown.
Il travaille comme correspondant local pour le journal  Newsday à la fin des années 1980. En 1988 il écrit Hailing Taxi: The Official Book of the Show. Par la suite il écrit plusieurs livres sur des séries comme The Brady Bunch et The X-Files ainsi qu'un ouvrage consacré à Godzilla.
Dans les années 1990, il écrit des articles pour plusieurs périodiques, le Los Angeles Times, le New York Post, Penthouse, Billboard et Entertainment Weekly.

## Carrière dans les comics

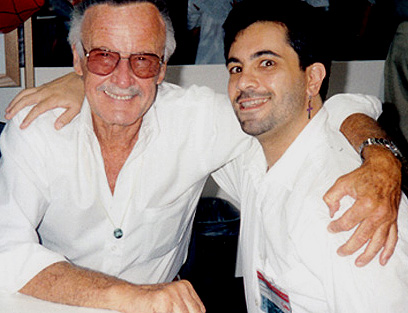
Lovece et Stan Lee, lors d'une séance d'autographe en 1993 à la Comic-Con International San Diego

Lovece et le dessinateur Mike Okamoto créent la minisérie Atomic Age (Novembre 1990 à février 1991) pour Marvel Comics dans la collection Epic Comics. Al Williamson encre la série et remporte en 1991 l'Eisner Award de meilleur encreur pour ce travail et ceux qu'il a fourni dans l'année écoulée ; Okamoto quant à lui remporte le prix Russ Manning  d'artiste le plus prometteur.
Lovece écrit aussi plusieurs histoires pour l'anthologie Clive Barker's Hellraiser publiée par Epic et écrit les neuf numéros de Hokum & Hex pour la collection Razorline de Marvel, créée par Clive Barker.  Il scénarise aussi Mighty Morphin Power Rangers (dont un épisode dessiné par Steve Ditko), VR Troopers et Masked Rider.
Toujours pour Marvel Lovece écrit des épisodes de Nightstalkers , des annuals de The Incredible Hulk et Ghost Rider. Il écrit aussi un épisode  de Vampirella pour Harris Publications, une histoire traitant de la maltraitance contre les enfants publiée dans Dark Horse Presents 110 à 112 chez Dark Horse Comics et un comics éducatif sur le système bancaire américain pour la réserve fédérale de New York.
En 2012, il écrit une histoire pour Phazer de RZG Comics. En 2016, il est nommé responsable éditorial de Shatner Singularity.